# Neospongodes atlantica
Neospongodes atlantica är en korallart som beskrevs av Kükenthal 1903. Neospongodes atlantica ingår i släktet Neospongodes och familjen Nephtheidae. Inga underarter finns listade i Catalogue of Life.